# 曬黑

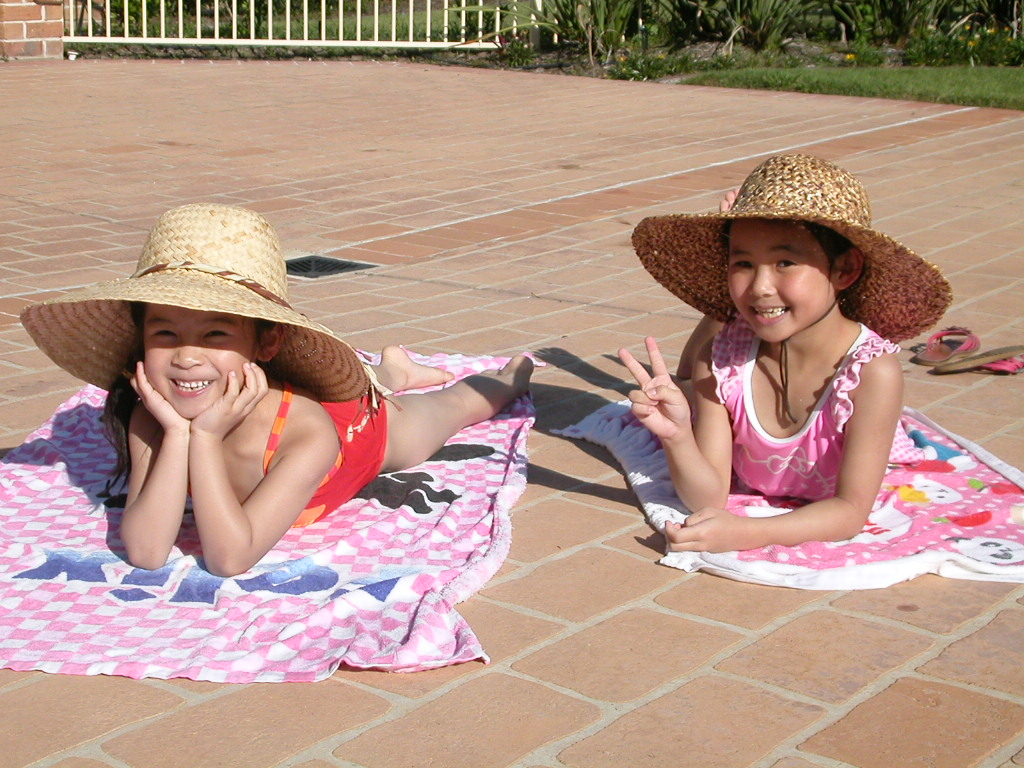
作日光浴的台湾女生

曬黑是讓皮膚暴露在陽光的紫外線下讓皮膚的黑色素產生而變黑或使用仿曬劑產品經由梅納反應使皮膚變古銅色的一種健美方法，又稱為美黑，而過量暴曬會造成日照灼傷即所謂「曬傷」。

## 起源
美黑出现在西方是20世纪的中期，它代表了歐美人士一种日晒文化──享受阳光。美黑和度假直接联系到了一起，度假就离不开阳光海滩。美黑到如今已经几乎成为了一种身分的象征。就拿最爱“晒”的德国人来说，一身古铜色皮肤，说明他们经常去阳光充足、费用昂贵的高尚度假区晒太阳，所以“黑皮”是一张最好的显示身分的名片。

## 種類
美黑的方法主要有两种：天然（sun tanning）和人工（sunless tanning）。
天然的就是太阳光浴，指直接在陽光下，通常在海灘進行。一部份動物，特別是變溫動物需要常做日光浴，其主要目的是維持體溫，以利於身體運作。
人工的又分为日晒床和人工美黑。日晒床是以日光为原理通过人工紫外线线来模仿太阳紫外线的照射。它产生的主要原因是太阳紫外线被医学证明是致皮肤癌的。人工紫外线经过过滤掉有害射线后相比直接的太阳紫外线要健康很多。人工美黑的方法是同过人工美黑霜或古銅仿曬產品来实现。
大部分美黑霜都含有磷酸二羟丙酮（DHAP）。DHAP是一种由甘蔗加工而成的化学物质。20世纪20年代DHAP被发现是一种有效的暂时美黑成分，从那以后就一直被使用。它会与一种角蛋白发生反应在皮肤表层产生一种棕色。赤藻酮糖（Erythrulose）是一种酮糖，与DHAP同时使用被用来预防颜色不均，打造出颜色更深、更加均匀和自然的黑色。因为表层皮肤持续被替换，人工美黑只能持续一周，但它相比其他的两种方法的最大好处是绝对安全。因此人工美黑越来越收欢迎，DHAP作为物质可以被放在几乎任何一种化妆用品中使用，而生产商又为了实现利益最大化尽其可能的使其产品多样化，人工美黑的产品种类繁多。从专门给脸部使用的，到给全身的可以说是应有尽有。

## 仿曬乳的原理
以二羥基丙酮（DHAP）為主成分，塗到皮膚上經過數小時會逐漸跟表皮的氨基酸結合產生褐色，模擬曬黑的膚色。因為顏色只附著於表皮，一個禮拜要補擦一次才能維持顏色，否則會隨著角質層的自然脫落褪色恢復原來膚色。DHAP的氣味相當不好，仿曬乳通常會加香料掩飾，不幸的是香料味卻往往比DHAP的味道還怪異。
仿曬乳有好幾種，一次見效型DHAP濃度較高也較貴，失敗率較高，若事先沒做好全身去角質，皮膚吸收DHAP會不均勻，造成東一塊西一條深色區域的情形。慢慢發展型的仿曬乳則在保濕乳中添加較低濃度的DHAP，每天擦就會讓膚色慢慢變深，成功率高較不會出現不均勻慘狀，發展到了滿意的顏色可以停擦幾天，之後每個禮拜擦一兩次即可維持。也有添加色素的仿曬乳，等於仿曬乳與表面性古銅乳二合一，塗上去如同瞬間曬黑，方便辨識擦過的範圍，但抹到還是會脫色，底下真正的DHAP成分要慢慢起作用。
仿曬乳除了氣味以及顏色不均勻的風險以外，還有變橘色的風險，配方的酸鹼度要是偏酸，DHAP就會發展成橘色調。市面很多款仿曬乳都容易變橘，選購時要特別小心。另外仿曬乳跟防曬乳是完全不一樣的東西，使用後一定要再擦防曬乳抵擋紫外線，也千萬不要買有防曬係數的仿曬乳，不但變黑效果差，防曬力也不安全。

## 健康影响
暴露于紫外线，无论是来自自然阳光还是来自太阳灯等人工光源的紫外线，都是导致皮肤癌的一个已知危险因素。紫外线也会损坏皮肤的胶原质，产生皱纹并丧失弹性。
只有在极少数和特定情况中才应考虑在医疗监督下使用日光浴浴床。医用紫外线设备能成功地治疗诸如皮炎和牛皮癣等某些皮肤病。此类治疗只应在获准的医疗诊所并在合格的医疗监督下进行，而不能在商业性晒黑场所或在使用家庭日光浴浴床的家中无监督地进行。
使用日光浴浴床晒黑皮肤并不能很好地为避免太阳紫外线晒伤提供保护。从日光浴浴床获得的肤色所提供的保护作用与使用防晒系数仅为2-3的防晒剂一样。

## 另見
- 雀斑
- 防曬乳
- 沙浴